# Drypetes
Drypetes é um género botânico pertencente à família Putranjivaceae.